# Gleitschleifen

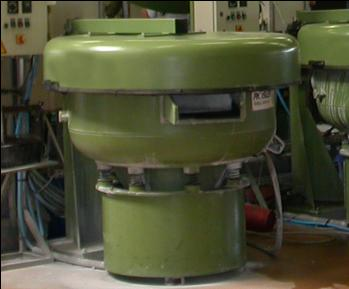
Vibrationsgleitschleifer mit Schleifkörpern zum Entgraten durch Gleitschleifen kleiner Werkstücke

Das Gleitschleifen ist ein trennendes Verfahren zur Oberflächenbearbeitung von vorrangig metallischen Werkstücken. Die zu bearbeitenden Werkstücke werden zusammen mit Schleifkörpern (sogenannten Chips) und meist einem Zusatzmittel in wässriger Lösung (Compound) als Schüttgut in einen Behälter gegeben. Durch eine oszillierende oder rotierende Bewegung des Arbeitsbehälters entsteht eine Relativbewegung zwischen Werkstück und Schleifkörper, die einen Materialabtrag am Werkstück, insbesondere an dessen Kanten, hervorruft.
Das Oberflächenbild der Werkstücke, die Rauheit, der Materialabtrag und die Entgratleistung lassen sich durch die eingesetzten Maschinen und Werkzeuge (Schleifkörper und Compound) nahezu beliebig variieren.
Das Gleitschleifen ist in der DIN 8589 festgehalten und wird dort Gleitspanen genannt, da nicht immer ein Schleifprozess, sondern verfahrensabhängig auch ein Läppen oder Polieren stattfindet. Nach dem Unternehmen Walther Trowal ("Trommel-Walther"), welches das Gleitschleifen zuerst in einer Trommel industriell nutzte, ist das Gleitschleifen auch unter bestimmten rechtlichen Voraussetzungen (Lizenzierung) unter der Marke Trowalisieren bekannt.
Durch Gleitschleifen können folgende Bearbeitungsziele erreicht werden:
- Entgraten, Kantenverrunden
- Glänzen, Glätten, Polieren (auch als Hochglanzverdichten bezeichnet)
- Entzundern, Reinigen
- Mattieren
- Schleifen
- Entfetten, Entölen

## Arbeitsbehälter
Die Arbeitsbehälter bestehen aus Stahl, die zum Lärm- und Abriebschutz mit Polyurethan oder Gummi ausgekleidet sind oder es kommt Kunststoff zum Einsatz, wobei Polyvinylchlorid und Polypropylen überwiegen. In seltenen Fällen gibt es Behälter aus Holz, doch nimmt das Holz Werkstückabrieb, Schleifkörner und Compound auf und erlaubt so nur ein Arbeiten mit immer dem gleichen Compound und Werkstückwerkstoff.

## Gleitschleifmittel

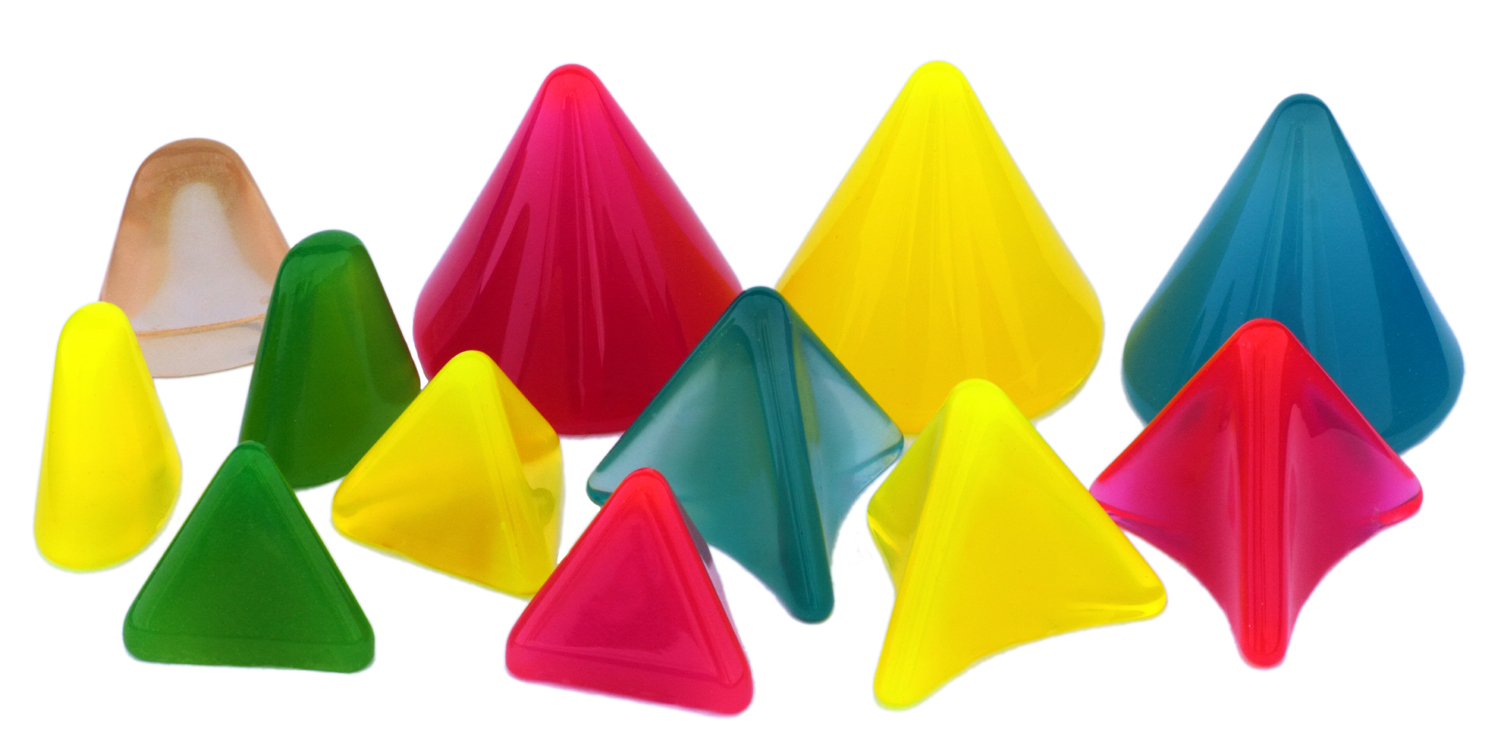
Kunststoffschleifkörper in verschiedenen geometrischen Formen (Muster ohne Schleifmineral)

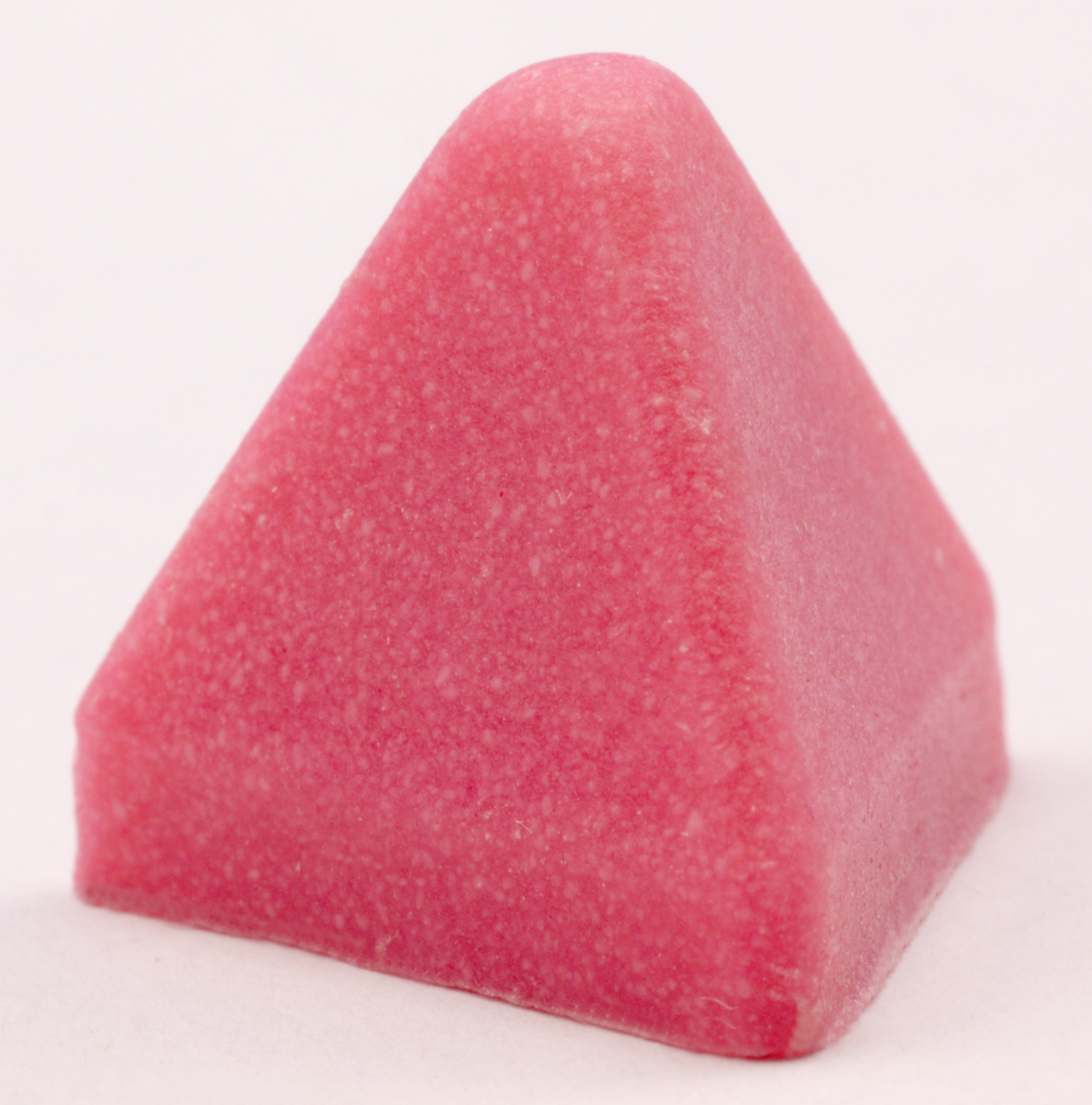
Kunststoffschleifkörper mit eingebundenem Schleifmineral

Die Schleifkörper sind zwischen 1 mm und 80 mm groß und können sehr unterschiedliche Formen haben. Ihr Gehalt an Schleif- oder Poliermineral bestimmt ihre Aggressivität, den Verschleiß und die erreichbare Oberflächenglätte der Werkstücke.
Metallische Gleitschleifkörper können aus Messing, Kupfer, Aluminium, Bronze oder Edelstahl sein. Vorteil dabei sind die kleineren möglichen Abmessungen, welche es erlauben auch in kleinste Bohrungen, Nuten einzuwirken. Auch betten sie das Werkstück deutlich besser in die Schleifkörpermasse ein und schützen passiv gegen Schlagmarken. Durch ihre Massen (Faktor ca. 1,5 bis 3 gegenüber keramischen) sind metallische Schleifkörper in aller Regel in der Lage höhere Schleifdrücke aufzubauen. Das hat zur Folge, dass bessere Oberflächenergebnisse erreicht werden können, aber auch die Fertigungszeiten reduziert werden können.
Da metallische Schleifkörper keine oder nur sehr schwache abtragende Leistungen aufweisen, ist ein sogenanntes pulvriges oder pastöses Abrasiv, ähnlich Schleifmitteln in Scheuermilch oder Zahncremes, nötig. Dieses Abrasiv legt sich im Prozess zwischen Werkstück und Schleifkörper und erbringt dort seine abtragende Leistung.
Schleifkörper werden aus mehreren Material-Arten gefertigt:
- aus Keramik; das Schleifmineral wird mit Ton gemischt, die Masse dann extrudiert und geschnitten. Anschließend werden die Schleifkörper gebrannt.
- aus Kunststoff; Schleifmineral und Kunstharz werden gemischt und in Formen gegossen, in denen sie aushärten.
- aus Naturprodukten; beispielsweise Walnussschalen-Granulate zum Polieren von Werkzeugen
- aus Stahl, Kupfer, Bronze; zum Entgraten und Polieren, sowie zum Entspanen oder Entrosten und Reinigen von Bohrungen von in und zueinander versetzt zulaufenden Bohrungen oder Nuten und zurückgesetzten Werkstückkonturen, die sonst nicht erreicht werden können.

## Zusatzmittel
Das Compound dient dazu, den entstehenden Abrieb der Schleifkörper und den Abtrag der Werkstücke aufzunehmen und abzutransportieren. Die meisten Compounds enthalten zusätzlich Substanzen für den Korrosionsschutz und zum Entfetten. Beizarbeiten können durch saure Compounds erledigt werden. Bei flachen Werkstücken oder Blechteilen wird auch Trennmittel zugegeben (Kunststoffkügelchen < 1 mm) um ein Zusammenkleben (Adhäsion) der Werkstücke zu verhindern.

## Verfahren
In aller Regel ist das Gleitschleifen ein diskontinuierliches Verfahren; eine Menge Teile und  Schleifkörper werden gemeinsam in die Maschine gebracht, und die Werkstücke nach Ende der Bearbeitung entnommen. Es gibt aber auch Verfahren, die eine kontinuierliche Arbeitsweise erlauben.
Die Erzeugung der Relativbewegung bestimmt die Art des Verfahrens. Man unterscheidet hierbei sechs Varianten:

### Trommelgleitschleifen
Beim Trommelgleitschleifen wird ein liegender oder geneigter Behälter, die Trommel, um seine Längsachse gedreht. Die Drehzahl der Trommel übt entscheidenden Einfluss auf das Zeitspanvolumen und die erzielte Oberflächengüte aus. Mit steigender Drehzahl wird der Inhalt in Drehrichtung an der Wand mitgenommen und dadurch abgehoben. Die festen Bestandteile gleiten oben ab einer bestimmten Drehzahl hangabwärts. Unter der Mitte dieser Bearbeitungszone liegt eine neutrale Zone variabler Dicke in der die niedrigste Geschwindigkeit herrscht. Mit steigender Drehzahl nimmt der Abtrag zu und die Oberflächengüte ab. Jedoch kann die Drehzahl nur bis zu einem gewissen Punkt erhöht werden, da sonst die festen Bestandteile am unteren Ende des Hanges eine Mulde bilden, die bremsend wirkt. Weiterhin vergrößert sich die neutrale Zone und wandert bergauf. Bei weiterer Steigerung besteht die Gefahr, dass Teile beim Eintritt in die Mulde zurückprallen und die Oberfläche der Werkstücke verletzen. Ab einem Hangwinkel von ungefähr 70° ist ein Gleitschleifen nicht mehr möglich.

### Vibrationsgleitschleifen
Große Vibratoren versetzen den gesamten Inhalt in Schwingungen und ermöglichen so auch die Bearbeitung schwerer beziehungsweise großer Werkstücke, die beim Trommel- und Fliehkraftschleifen im Gemenge unten liegen bleiben, sich verhaken oder im Behälter aufstoßen würden. Der Inhalt bewegt sich in einer horizontalen Schraubenform. Das Gleiten geschieht hauptsächlich während der negativen Amplitude aufgrund der unterschiedlichen Massen zwischen Chip und Werkstück. Die Ausführung der Maschinen ist entweder topfförmig für Einmalfüllungen oder schneckenförmig für Durchlaufverfahren.

### Tauchgleitspanen
Dieses Verfahren ist das einzige, bei dem einzelne oder mehrere Werkstücke gleichzeitig mittels eines Greifers festgehalten und in das strömende Spanmittel gehalten werden. In der Regel befindet sich das Spanmittel zusammen mit dem Compound in einem topfförmigen, rotierenden Behälter. Der Fahnenbildung hinter dem Werkstück, also einer spanmittelfreien Zone, kann mit einer gleichzeitigen Bewegung des Werkstücks entgegengewirkt werden. Die geringe Anzahl der gleichzeitig bearbeitbaren Werkstücke machen dieses Verfahren nur in Ausnahmefällen wirtschaftlich. Positiv wirken sich aber die geringe Bearbeitungszeit sowie der Wegfall des Umspannens und Sortierens der Werkstücke aus.

### Schleppschleifen
Schleppschleifanlagen sind ideal für hochwertige und beschädigungsempfindliche Werkstücke, die berührungslos geschliffen oder poliert werden müssen. Ein rotierendes Trägerkarussell, bestückt mit bis zu zwölf drehenden Spindeln, taucht die daran befestigten Werkstücke in die ruhende Chipsmasse ein. Karussellrotation und Drehbewegung der Spindeln garantieren dabei eine gleichmäßige Werkstückbearbeitung. Variable Eintauchtiefen und Geschwindigkeiten in der Drehbewegung ermöglichen einen bis zu 40-mal so hohen Materialabtrag wie beim konventionellen Gleitschleifen.

### Fliehkraftgleitspanen
Das Fliehkraftspanen konnte sich hauptsächlich in zwei Varianten auf dem Markt etablieren. Mit beiden Verfahren können nur mittelschwere Werkstücke bearbeitet werden.
Das Planeten-Fliehkraftspanen ist gekennzeichnet durch einen Rotor mit mehreren am Umfang angebrachten Trommeln, deren Drehsinn dem Rotor entgegengesetzt ist. Die auftretenden Zentripetalkräfte erreichen etwa das 15fache der normalen Schwerkraft. Die erhöhten Kräfte führen zu einer erheblichen Bearbeitungszeiteinsparung gegenüber dem, vom Wirkprinzip ähnlichen, Trommelgleitspanen. Instabile sowie hohle Werkstücke lassen sich nicht spanen. Je nach Maschine sind die Drehzahlen des Rotors und der Trommeln fest miteinander gekoppelt, oder sie lassen sich getrennt voneinander einstellen, wodurch eine bessere Prozessoptimierung möglich ist.
Beim Teller-Fliehkraftspanen befindet sich das Gemenge in einem stillstehenden, topfförmigen Behälter, dessen konkaver Kunststoffboden rotiert. Bogenförmige, radial angeordnete Rippen am Boden nehmen das Gemenge mit, welches an der Behälterwand aufsteigt und anschließend vom nachfolgenden Strom nach innen gedrückt wieder zur Mitte hinabrutscht. Die Vorteile sind einerseits die verkürzte Arbeitszeit gegenüber dem Trommelgleitspanen, resultierend aus dem Ausbleiben neutraler Zonen im Gemenge, und andererseits können auch instabile Werkstücke mit empfindlicher Oberfläche behandelt werden.

### Druckfließläppen
Beim Druckfließläppen (oder Strömungsschleifen®) wird eine Schleifpaste unter Druck durch die Werkstücke gepresst. Dadurch werden Partikel und Grat entfernt, Kanten verrundet und die Oberflächengüte deutlich verbessert. Durch Druckfließläppen werden Oberflächengüten im Innenbereich der Werkstücke bis Ra 0,1 erreicht.

## Umwelt
Die Weiterbehandlung und Entsorgung des entstehenden Abwassers (wässrige Lösung mit Compound, Trennmittel und abgeschliffene Werkstoffe) gewinnt zunehmend an Bedeutung. Während früher solche Abwässer häufig nicht fachgerecht entsorgt wurden, versucht man diese heute in einem geschlossenen Kreislauf aufzubereiten und wiederzuverwenden. Der Zeitraum, über den ein solcher Kreislauf ohne vollständige Erneuerung des Wassers genutzt werden kann, hängt stark von der Art der Gleitschleifbearbeitung und von den im Prozesswasser vorhandenen Stoffen (Abrieb, Behandlungsmittel, Öle usw.) ab. Gängige Nutzungszeiträume liegen zwischen einer Woche und einem Jahr. Die Wasseraufbereitung findet in der Regel durch Sieben oder Zentrifugation oder chemische Behandlung (Flockung) statt. Diese Methoden können auch kombiniert eingesetzt werden.

## Ergänzende Verfahren
Anlagen zum Gleitschleifen (speziell in der Metallbearbeitung) sind in den meisten Fällen durch Reinigungs- und Trocknungsanlagen ergänzt. Durch den Einsatz von Förderbändern und automatischer Separation von bearbeitetem Werkstück und Schleifmittel kann der Prozess weitgehend automatisiert werden.

## Anwendungsbeispiele
Mittels Gleitschliff lassen sich Arbeiten wie Entgraten, Kantenverrunden, Schleifen, Glätten, Polieren, Entfetten, Entzundern, Entrosten, Mattieren und Verdichten durchführen.
Bei der Kantenverrundung von Umformwerkzeugen hat das Gleitschleifen gegenüber manueller Bearbeitung mehrere Vorteile:
- längere Standzeit, dadurch weniger Ausfallzeiten
- glattere Flächen bzw. Kanten am Werkstück, daher weniger Nacharbeit erforderlich
- bei beschichteten Werkzeugen können gezielt Droplets entfernt werden

In der Holzbearbeitung kann nach dem Entgraten und Polieren (auch Schleifen) im nächsten Schritt im Trommelverfahren gefärbt werden. Hierbei ist Sauberkeit zwingend erforderlich. Deshalb sollte das Färben und Lackieren in gesonderten Behältern und auch in Extra-Räumen vorgenommen werden.